# Barthold Feind (1678–1721)
Barthold Feind, född den 23 november 1678 i Hamburg, död där den 14 oktober 1721, var en tysk skriftställare.
Feind skrev åtskilliga operatexter och tog livlig del i sin hemstads inre politik. I striden mellan Danmark och Sverige tog han det senare landets parti och utgav skrifter i svenskt intresse, varför han på en resa i Danmark fängslades och fördes till Rendsburg. Bland hans dikter finns även en hjältedikt över Karl XII.